# Berend van Horstmar
Berend van Horstmar (ca. 1170 - Ane, 28 juli 1227) was een ridder en diplomaat uit de adellijke familie Van Horstmar. Hij was een jongere zoon van heer Wigbold van Horstmar, en kon als zodanig geen aanspraak maken op de erfopvolging. Hij sloot zich aan bij de Derde Kruistocht (1189-1192) en nam deel aan de slag bij Bouvines in 1214, waarin hij het leven van de Duitse keizer Otto IV redde. In 1227 streed hij aan de zijde van de Utrechtse bisschop Otto van Lippe in de slag bij Ane, waar hij door de Drentse boeren werd gedood. 
Berend van Horstmar gold als een van de grootste ridderlijke figuren van zijn tijd. In Duitsland is hij bekend geworden onder de naam Bernhard der Gute.